# Thoiré-sous-Contensor
Thoiré-sous-Contensor is een gemeente in het Franse departement Sarthe (regio Pays de la Loire) en telt 102 inwoners (2009). De plaats maakt deel uit van het arrondissement Mamers.

## Geografie
De oppervlakte van Thoiré-sous-Contensor bedraagt 5,9 km², de bevolkingsdichtheid is dus 17,3 inwoners per km².
De onderstaande kaart toont de ligging van Thoiré-sous-Contensor met de belangrijkste infrastructuur en aangrenzende gemeenten.

## Demografie
Onderstaande figuur toont het verloop van het inwonertal (bron: INSEE-tellingen).